# Santana IV
Albums de Santana
Corazón – Live from Mexico: Live It To Believe It
(2014)
Santana IV est le 24e album studio du groupe rock latino Santana, sorti en avril 2016. Il marque le retour de pratiquement tous les membres du groupe tel qu'il était en 1969. À l'exception du bassiste David Brown présent sur le premier album Santana sortit en 1969, ce dernier étant décédé le 4 septembre 2000.

## Liste des titres
1. Yambu
2. Shake It
3. Anywhere You Want To Go
4. Fillmore East
5. Love Makes The World Go Round (feat. Ronald Isley)
6. Freedom In Your Mind (feat. Ronald Isley)
7. Choo Choo
8. All Aboard
9. Suenos
10. Caminando
11. Blues Magic
12. Echizo
13. Leave Me Alone
14. You And I
15. Come as You Are
16. Forgiveness

## Musiciens
- Carlos Santana : guitare, chant
- Neal Schon : guitare, chant
- Benny Rietveld : basse
- Gregg Rolie : orgue Hammond B3, claviers, chant
- Michael Shrieve : batterie
- Michael Carabello : conga, percussions, chœurs
- Karl Perazzo : timbales, percussion, chant

## Musicien invité
- Ronald Isley : Chant sur (5, 6)